# Igrane
Igrane est un village de Croatie située à environ 19 km au sud de Makarska.
La localité appartient à la municipalité de Podgora, dans le comitat de Split-Dalmatie.

## Population
Igrane compte environ 420 habitants.

## Patrimoine
Au sommet du village se trouve la tour "Kula Zale", nommée d'après Ivan Anticic, et construite au XVIIe siècle afin de le protéger les Turcs.
L'église préromane Saint-Michel (Sveti Mihovil), datant du XIe siècle, domine le village.

## Économie
Le tourisme et l'agriculture sont les principales sources de revenus des habitants.